# Ötéves jegyesség
A Ötéves jegyesség (eredeti cím: The Five-Year Engagement) 2012-ben bemutatott romantikus filmvígjáték, amelynek forgatókönyvírója, rendezője és készítője Nicholas Stoller. A Judd Apatow és Rodney Rothman producerrel közösen forgatott film társszerzője Jason Segel, aki Emily Blunt mellett a főszerepet is játssza.
A filmet Észak-Amerikában 2012. április 27-én, az Egyesült Királyságban pedig 2012. június 22-én mutatták be.

## Rövid történet
Egy évvel a megismerkedésük után Tom megkéri barátnője, Violet kezét, de a váratlan események folyton meghiúsítják, hogy együtt lépjenek oltár elé.

## Szereplők
- Jason Segel – Tom Solomon
- Emily Blunt – Violet Barnes
- Chris Pratt – Alex Eilhauer
- Alison Brie – Suzie Eilhauer
- Mimi Kennedy – Carol Solomon
- David Paymer – Pete Solomon
- Jacki Weaver – Sylvia Barnes
- Jim Piddock – George Barnes
- Jane Carr – Katherine nagymama
- Michael Ensign – Harold nagypapa
- Rhys Ifans – Winton Childs
- Mindy Kaling – Vaneetha
- Adam Campbell – Gideon
- Kevin Hart – Doug
- Randall Park – Ming
- Brian Posehn – Tarquin
- Chris Parnell – Bill
- Lauren Weedman – Sally séf
- Tracee Chimo – Margaret
- Dakota Johnson – Audrey
- Tim Heidecker – tárgyaló séf
- Kumail Nanjiani –Pakisztáni séf
- Gerry Bednob – Pakisztáni séf
- Molly Shannon – Hagymás séf
- Da'Vone McDonald – Taco-vásárló
- Kristine Graverson – Próbavendég

## Számlista
| #   | Cím                                               | Előadó(k)                                 | Hossz |
| --- | ------------------------------------------------- | ----------------------------------------- | ----- |
| 1.  | Jackie Wilson Said (I'm in Heaven When You Smile) | Dexy's Midnight Runners                   |       |
| 2.  | Jing Jing Jing (Jingle Bells)                     | United States Airforce Band               |       |
| 3.  | Valerie                                           | Mark Ronson ft. Amy Winehouse             |       |
| 4.  | Sweet Thing                                       | Van Morrison                              |       |
| 5.  | We Didn't Start The Fire                          | Chris Pratt                               |       |
| 6.  | Simon Was                                         | Petrojvic Blasting Company                |       |
| 7.  | The Courage To Carry On                           | Aiden                                     |       |
| 8.  | Call Me Up in Dreamland                           | Van Morrison                              |       |
| 9.  | Cucurrucucú Paloma                                | Chris Pratt                               |       |
| 10. | Say You Know                                      | Written by Hart/Dudas                     |       |
| 11. | Bright Side of the Road                           | Van Morrison                              |       |
| 12. | Baby You're On Your Own                           | The Steepwater Band                       |       |
| 13. | Jonah                                             | Guster                                    |       |
| 14. | Sheri                                             | Stanley Turrentine                        |       |
| 15. | Wandering                                         | The Greyboy Allstars                      |       |
| 16. | White Night                                       | The Postelles                             |       |
| 17. | End of a Spark                                    | Tokyo Police Club                         |       |
| 18. | When That Evening Sun Goes Down                   | Van Morrison                              |       |
| 19. | The Chicken Dance                                 | Written by Werner Thomas és Terry Rendall |       |
| 20. | Into The Mystic                                   | The Swell Season                          |       |
| 21. | Don't Worry Baby                                  | Los Lobos                                 |       |
| 22. | Crazy Love                                        | Audra Mae                                 |       |
| 23. | Give Me A Kiss (Just One Sweet Kiss)              | Van Morrison                              |       |
| 24. | Cucurrucucú Paloma                                | Chris Pratt és Alison Brie                |       |
| 25. | Two Wrongz                                        | Written by Da Diggler és I Ronic          |       |

## Gyártás
A film egyes részei a michigani Ann Arborban játszódnak, és a jeleneteket 2011 júniusában forgatták ebben a városban és a közeli Ypsilantiban.

## Megjelenés
Az Ötéves jegyesség az 5. helyen debütált a kasszasikerlistán. Az első hétvégén 11 157 000 dollárt hozott az Egyesült Államokban és Kanadában. 2012. május 20-ig az Egyesült Államokban és Kanadában 27 068 000 dollárt, Ausztráliában és Új-Zélandon pedig 4 700 000 dollárt, összesen pedig 31 768 000 dollárt hozott.  A film költségvetése 30 millió dollár volt. 2012. június 21-én világszerte bruttó 53 909 751 dollárt hozott. A filmet június 22-én mutatták be az Egyesült Királyságban. Augusztusra 7 743 125 dolláros bevételt ért el az Egyesült Királyságban.